# منتخب إسبانيا لكأس فيد
منتخب إسبانيا لكأس فيد هو ممثل إسبانيا الرسمي لرياضة كرة المضرب في كأس فيد للسيدات، يشارك المنتخب حالياً في المجموعة العالمية لعام 2012.
فاز منتخب إسبانيا بالبطولة خمس مرات: 1991، 1993، 1994، 1995، 1998.

## تشكيلة المنتخب الحالية
تشكيلة منتخب إسبانيا لعام 2012:
- سيلفيا سولير إسبينوسا
- كارلا سواريث نافارو
- نوريا ياغوستيرا فيفيس
- أرانتشا بارا سانتوخا
- لورديس دومينغيث لينو

## البطولات
| السنة | الدور                            | التاريخ      | الخصم            | الحصيلة | النتيجة |
| ----- | -------------------------------- | ------------ | ---------------- | ------- | ------- |
| 1991  | الدور الأول - المجموعة العالمية  | 22–23 يوليو  | بلجيكا           | 2–0     | فاز     |
| 1991  | الدور الثاني - المجموعة العالمية | 24 يوليو     | أستراليا         | 3–0     | فاز     |
| 1991  | ربع النهائي - المجموعة العالمية  | 25–26 يوليو  | إندونيسيا        | 2–0     | فاز     |
| 1991  | نصف النهائي - المجموعة العالمية  | 27 يوليو     | ألمانيا          | 3–0     | فاز     |
| 1991  | النهائي - المجموعة العالمية      | 28 يوليو     | الولايات المتحدة | 2–1     | البطل   |
| 1993  | الدور الأول - المجموعة العالمية  | 19–20 يوليو  | المملكة المتحدة  | 3–0     | فاز     |
| 1993  | الدور الثاني - المجموعة العالمية | 21 يوليو     | إندونيسيا        | 3–0     | فاز     |
| 1993  | ربع النهائي - المجموعة العالمية  | 22–23 يوليو  | هولندا           | 3–0     | فاز     |
| 1993  | نصف النهائي - المجموعة العالمية  | 24 يوليو     | فرنسا            | 2–1     | فاز     |
| 1993  | النهائي - المجموعة العالمية      | 25 يوليو     | أستراليا         | 3–0     | البطل   |
| 1994  | الدور الأول - المجموعة العالمية  | 18–19 يوليو  | تشيلي            | 3–0     | فاز     |
| 1994  | الدور الثاني - المجموعة العالمية | 20–21 يوليو  | الأرجنتين        | 3–0     | فاز     |
| 1994  | ربع النهائي - المجموعة العالمية  | 22 يوليو     | اليابان          | 3–0     | فاز     |
| 1994  | نصف النهائي - المجموعة العالمية  | 23 يوليو     | ألمانيا          | 2–1     | فاز     |
| 1994  | النهائي - المجموعة العالمية      | 24 يوليو     | الولايات المتحدة | 3–0     | البطل   |
| 1995  | الدور الأول - المجموعة العالمية  | 21–23 أبريل  | بلغاريا          | 3–2     | فاز     |
| 1995  | نصف النهائي - المجموعة العالمية  | 22–23 يوليو  | ألمانيا          | 3–2     | فاز     |
| 1995  | النهائي - المجموعة العالمية      | 25–26 نوفمبر | الولايات المتحدة | 3–2     | البطل   |
| 1998  | الدور الأول - المجموعة العالمية  | 18–19أبريل   | ألمانيا          | 3–2     | فاز     |
| 1998  | نصف النهائي - المجموعة العالمية  | 25–26 يوليو  | الولايات المتحدة | 3–2     | فاز     |
| 1998  | النهائي - المجموعة العالمية      | 19–20 سبتمبر | سويسرا           | 3–2     | البطل   |